# 建築検定

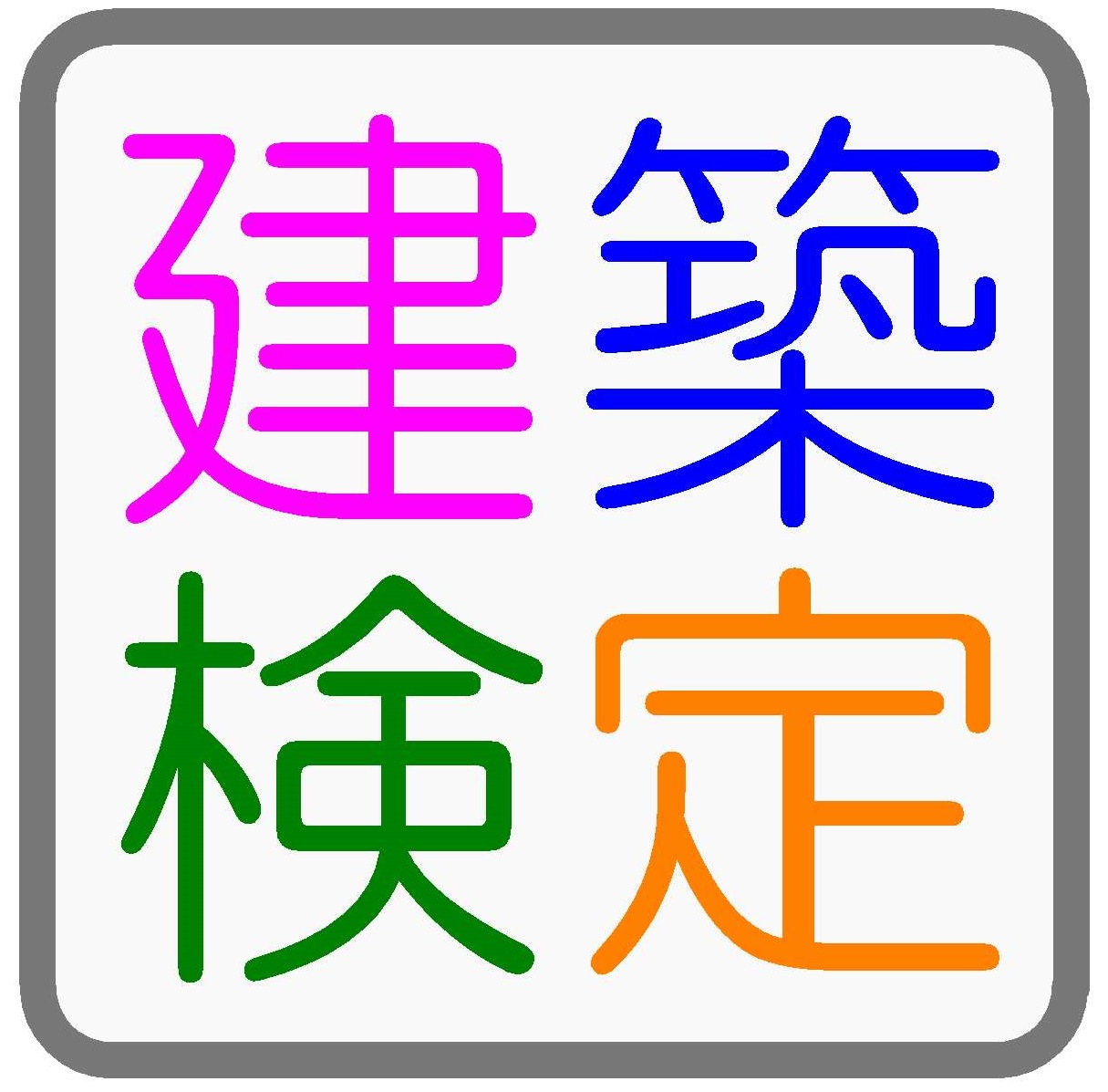
建築検定のロゴ

建築検定（けんちくけんてい）は、一般社団法人東京構造設計事務所協会建築検定委員会が主催する検定。

## 概要
主にスマートフォンアプリの建築検定ソフトによって行われ、子どもにはゲーム感覚で、大人には専門性のある知的エンターテイメントとして遊びながら建築を学ぶことができるとされている。
問題レベルは、5級から1級の5段階があり、アプリでは2級まで無料で進級することができる。1級は年1回の有料試験となる。
一般社団法人東京建築士会が主催する2019年第5回「これからの建築士賞」を受賞。

## 試験範囲
- 1級 - 【筆記試験】一・二級建築士程度。
- 2級 - 大学テキスト応用程度。構造計算の簡単な意味を知る。応力伝達の仕組み。
- 3級 - 大学テキスト基本程度。建築部材の役割を知る。
- 4級 - 中学高校物理程度。建築の部材を知る。
- 5級 - 小学校理科程度。建築というものを発見。

## 試験日
- 1級については年1回、2月ごろに行なわれる。